# Шмелёва, Елена Яковлевна
Е́лена Я́ковлевна Шмелёва (17 сентября 1957, Москва — 26 мая 2025) — советский и российский лингвист, специалист по культуре речи, орфографии, языковой норме и вариативности, радиоведущая. Кандидат филологических наук, заместитель директора по научной работе Института русского языка имени В. В. Виноградова.

## Биография
Родилась 17 сентября 1957 года в Москве. В 1979 году окончила отделение структурной и прикладной лингвистики филологического факультета МГУ. Тогда же поступила в аспирантуру Института русского языка АН СССР, в 1984 году защитила кандидатскую диссертацию на тему «Имена деятеля в современном русском языке: словообразовательно-семантический анализ».
С 1984 года работала в Институте русского языка в должности лаборанта, младшего научного сотрудника, научного сотрудника, старшего научного сотрудника.
Преподавала русский язык в университетах США и Финляндии, в Британской международной школе в Москве. В 2005—2013 годах вела курсы по русистике для аспирантов Летней русской школы Миддлберийского колледжа в США, преподавала в Институте лингвистики РГГУ и в МИОО.
С 1997 года участвовала в организации и проведении Международной научно-практической конференции школьников «Языкознание для всех», член жюри Открытой гуманитарной конференции школьных исследовательских работ «Вышгород».
Автор более 100 научных работ, а также член авторского коллектива линейки учебников русского языка для учеников 5-9 классов общеобразовательных школ, которая рекомендована Министерством образования и науки РФ.
Заместитель главного редактора журнала «Русская речь» (с 2019), член оргкомитета международной научной конференции «Культура русской речи», входила в редколлегию сборников «Вопросы культуры речи». В 2002—2007 годах вела передачу «Грамотей» на радиостанции «Маяк», в 2010—2012 годах была куратором рубрики «Клуб ценителей русского языка» в «Учительской газете».
Скончалась 26 мая 2025 года. Похоронена на Троекуровском кладбище.

## Семья
Муж — лингвист Алексей Шмелёв. Дети — Александр, Владимир, Алексей.

## Сфера научной деятельности
Русский язык, культура речи, орфография, норма и вариативность, анекдоты, преподавание русского языка

## Основные работы

### Книги
- Шмелёва Е. Я., Шмелёв А. Д. Русский анекдот. Текст и речевой жанр. — М. : Языки славянской культуры, 2002. — 143 с. — ISBN 5-94457-070-9.
- Русский язык. Линейка учебников для 5-9 класса Архивная копия от 23 мая 2014 на Wayback Machine

### Публикации
- Клишированные формулы в современном русском анекдоте. ruthenia.ru. Дата обращения: 15 сентября 2017. Архивировано 16 сентября 2017 года.
- Мы и они в зеркале анекдота. Отечественные записки. Дата обращения: 15 сентября 2017. Архивировано 25 сентября 2017 года.
- Заяц и другие животные как персонажи русских анекдотов. Отечественные записки. Дата обращения: 15 сентября 2017. Архивировано 8 сентября 2017 года.
- Этнические стереотипы в русских анекдотах. Отечественные записки. Дата обращения: 15 сентября 2017. Архивировано 2 сентября 2017 года.
- Жили-были пожилой с пожилою: надо ли называть инвалидов политкорректно? Милосердие.ru. Дата обращения: 15 сентября 2017. Архивировано 18 августа 2016 года.
- 10 главных героев анекдотов. Русский репортёр. Дата обращения: 15 сентября 2017. Архивировано 14 сентября 2017 года.
- Мы пытаемся понять, что им движет. Голос Америки. Дата обращения: 15 сентября 2017. Архивировано 6 ноября 2017 года.
- Культура — это мы с вами. Троицкий вариант — Наука. Дата обращения: 15 сентября 2017. Архивировано 20 сентября 2017 года.

### Интервью
- Штирлиц помогает Путину стать мифом. Русская служба Би-Би-Си. Дата обращения: 15 сентября 2017. Архивировано 19 августа 2017 года.
- Филолог о причинах безграмотности россиян. Словари XXI века. Дата обращения: 15 сентября 2017. Архивировано 16 января 2018 года.
- Шесть красных комиссаров — двенадцать колен. booknik. Дата обращения: 15 сентября 2017. Архивировано 22 августа 2017 года.
- Елена Шмелева: Русский язык надо защитить от тех, кто пишет законы безграмотно. Православие и мир. Дата обращения: 15 сентября 2017. Архивировано 24 октября 2017 года.

### Видео
- Русское слово: предел растяжимости. Телеканал «Культура». Дата обращения: 15 сентября 2017. Архивировано 24 августа 2017 года.
- Культурная революция. Дата обращения: 15 сентября 2017. Архивировано 5 декабря 2016 года.
- Жизнь общества через призму языка. Дата обращения: 15 сентября 2017. Архивировано 6 ноября 2019 года.
- В поисках смысла. Дата обращения: 15 сентября 2017. Архивировано 12 ноября 2016 года.